# 2564 Kayala
2564 Kayala è un asteroide della fascia principale. Scoperto nel 1977, presenta un'orbita caratterizzata da un semiasse maggiore pari a 2,2368974 UA e da un'eccentricità di 0,1093815, inclinata di 1,96154° rispetto all'eclittica. 
L'asteroide è dedicato al Kajaly, fiume del libro Canto della schiera di Igor'.